# السنوات المفقودة (التقويم اليهودي)
تشير السنوات المفقودة في التقويم العبري إلى تناقض زمني بين التأريخ الحاخامي لتدمير الهيكل الأول عام 423 قبل الميلاد (3338 Anno Mundi) والتاريخ الأكاديمي له في عام 587 قبل الميلاد.

## المواعدة في المصادر الأكاديمية

### حصار القدس 597 قبل الميلاد
حصار القدس (597 قبل الميلاد) يشير كل من أخبار الأيام البابلية والكتاب المقدس إلى أن نبوخذ نصر استولى على القدس. تؤكد السجلات البابلية (كما نشرها دونالد وايزمان في عام 1956) أن نبوخذ نصر استولى على القدس للمرة الأولى في 2 آذار (16 مارس) 597 قبل الميلاد. قبل نشر وايزمان، حدد ER Thiele من النصوص التوراتية أن نبوخذ نصر أول من استيلاء على القدس حدث في ربيع 597 قبل الميلاد، في حين أن العلماء الآخرين، بما في ذلك وليام ف.

### ثاني حصار وتدمير للمعبد الأول
حصار القدس (587 قبل الميلاد) وفقًا للكتاب المقدس، نصَّبا نبوخذنصر صدقيا ملكًا بعد حصاره الأول، وحكم صدقيا 11 عامًا قبل أن يؤدي الحصار الثاني إلى نهاية مملكته. على الرغم من عدم وجود خلاف حول سقوط القدس للمرة الثانية في صيف شهر تموز، يؤرخ أولبرايت نهاية حكم صدقيا (وسقوط القدس) إلى 587 قبل الميلاد، بينما يقدم ثيل 586 قبل الميلاد. يعتمد حساب ثيل على تقديم حكم صدقيا على أساس الانضمام، والذي تم استخدامه لمعظم ملوك يهوذا وليس كلهم. في هذه الحالة، ستكون السنة التي اعتلى فيها صدقيا العرش سنته الجزئية الأولى؛ ستكون سنته الكاملة الأولى 597/596 قبل الميلاد، وسنته الحادية عشرة، السنة التي سقطت فيها القدس، ستكون 587/586 قبل الميلاد. منذ أن تم إحصاء سنوات حكم يهوذا من تشري في الخريف، فإن هذا سيضع نهاية حكمه والاستيلاء على القدس في صيف 586 قبل الميلاد.[بحاجة لمصدر]

## المواعدة في المصادر اليهودية التقليدية
تشير مجموعة متنوعة من المصادر الحاخامية إلى أن الهيكل الثاني استمر 420 عامًا. وفقًا للحسابات اليهودية التقليدية، استنادًا إلى سيدر أولام رباح، فإن تدمير الهيكل الثاني سقط في عام 68 من العصر المشترك، مما يعني أنه تم بناؤه في حوالي 352 قبل الميلاد. إضافة 70 عامًا بين تدمير الهيكل الأول وبناء الهيكل الثاني، يتبع ذلك تدمير الهيكل الأول في حوالي 422 قبل الميلاد. يضع علماء العصر الحديث تدمير الهيكل الثاني إما في 69 أو 70 م، ودمار الهيكل الأول في حوالي 586 قبل الميلاد. التاريخ اليهودي التقليدي المعترف به من قبل الحاخامات على أنه «عام الدمار» يأتي بعد حوالي 165 سنة من السنة المقبولة 587 أو 586 قبل الميلاد. يشار إلى هذا التناقض باسم «السنوات المفقودة». [بحاجة لمصدر]

### تفاصيل التسلسل الزمني الحاخامي
وفقًا للتلمود وسدر أولام رباح، استمر الهيكل الثاني لمدة 420 عامًا، وقسمت السنوات على النحو التالي:
- 103 سنوات (35 قبل الميلاد - 68 م) = سلالة هيرودس.
- 103 سنوات (138 قبل الميلاد - 35 قبل الميلاد) = سلالة الحشمونئيم.
- 180 سنة (318 قبل الميلاد - 138 قبل الميلاد) = الحكم اليوناني على إسرائيل
- 34 عامًا (352 قبل الميلاد - 318 قبل الميلاد) = الحكم الفارسي بينما كان الهيكل الثاني قائمًا (لا يشمل سنوات إضافية من الحكم الفارسي قبل بناء الهيكل).
- تم تأكيد تاريخ 318 قبل الميلاد للغزو اليوناني لبلاد فارس في وقت لاحق من قبل رابينو شانانيل، الذي كتب أن الإسكندر الأكبر صعد إلى السلطة قبل ست سنوات من بداية العصر السلوقي (الذي حدث في 312/11 قبل الميلاد). مرت سبعون عامًا بين تدمير الهيكل الأول وبناء الهيكل الثاني في السنة الحادية والسبعين، لذا فإن بناء الهيكل الثاني في عام 352 قبل الميلاد يعني أن الهيكل الأول قد تم تدميره عام 423 قبل الميلاد. وبالمثل، يشير ميجيلات أنطيوخس إلى أن الهيكل الثاني تم بناؤه عام 352 قبل الميلاد، وبالتالي تم تدمير الهيكل الأول عام 423 قبل الميلاد. الرقم 420 سنة مستمد من نبوءة سبعين أسبوعا في دانيال 9: 24-27، والتي فسرها الحاخامات على أنها تشير إلى فترة 490 سنة والتي سوف تمر بين تدمير الهيكل الأول والثاني - 70 سنة بين المعابد، بالإضافة إلى 420 عامًا من الهيكل الثاني، بدءًا من العام 71 بعد الدمار.

## التفسيرات المقترحة
إذا كان من المفترض أن تستند التواريخ التقليدية إلى التقويم العبري القياسي، فلا يمكن أن يكون كلا من التأريخ الأكاديمي التقليدي والحديث المختلف للأحداث صحيحًا. يجب أن تظهر محاولات التوفيق بين النظامين وجود أخطاء في أحد النظامين أو كليهما.

### أطوال حكم مفقودة في التأريخ العبري
هذا القسم لا يقتبس أي مصادر. الرجاء المساعدة في تحسين هذا القسم عن طريق إضافة اقتباسات إلى مصادر موثوقة.يرى العلماء التناقض بين التاريخ التقليدي والأكاديمي لتدمير الهيكل الأول نتيجة فقدان حكماء اليهود أطوال حكم العديد من الملوك الفارسيين خلال حكم الإمبراطورية الفارسية على إسرائيل. يُحصي العلماء المعاصرون عشرة ملوك فارسيين يبلغ مجموع فترات حكمهم مجتمعة 208 سنة. على النقيض من ذلك، لم يذكر الحكماء اليهود القدامى سوى أربعة ملوك فارسيين بلغ مجموعهم 52 عامًا. يبدو أن عهود العديد من الملوك الفارسيين مفقودة من الحسابات التقليدية.
السنوات الضائعة في التقاليد اليهودية كان عزريا دي روسي أول سلطة يهودية تدعي أن التأريخ العبري التقليدي ليس دقيقًا تاريخيًا فيما يتعلق بالسنوات التي سبقت الهيكل الثاني. Nachman Krochmal يتفق مع dei Rossi , مشيرًا إلى الاسم اليوناني Antigonos المذكور في بداية Avot كدليل على أنه لا بد من وجود فترة أطول لحساب هذه العلامة على التأثير الهيليني. يفترض أن بعض أسفار الكتاب المقدس مثل كوهيلت وإشعياء قد كُتبت أو نُقحت خلال هذه الفترة. يشير David Zvi Hoffmann إلى أن Mishnah في (Avot) في وصف سلسلة التقاليد تستخدم صيغة الجمع «المقبولة منهم» على الرغم من أن الميشناه السابق يذكر شخصًا واحدًا فقط. يفترض أنه لا بد أنه كان هناك مشناه آخر يذكر اثنين من الحكماء تمت إزالتهما لاحقًا. تظهر الرواية التقليدية للتاريخ اليهودي انقطاعًا في بداية القرن الخامس والثلاثين: لم يكتمل سرد سيدر أولام رباح إلا حتى هذا الوقت. تم الافتراض أن هذا العمل قد كتب لاستكمال عمل تاريخي آخر، حول القرون اللاحقة حتى زمن هادريان، والذي لم يعد موجودًا. يبدو أن أنظمة التأريخ اليهودية نشأت فقط في القرن الخامس والثلاثين، لذلك كان من الطبيعي أن تكون السجلات التاريخية الدقيقة موجودة فقط من ذلك الوقت فصاعدًا. بدأ نظام مينيان شتاروت، المستخدم لتاريخ الوثائق اليهودية الرسمية، في عام 3449. وفقًا لموشيه ليرمان، تم إنشاء إحصاء السنوات «من الخلق» تقريبًا في نفس الوقت. تم الافتراض أيضًا أن بعض الحسابات في التلمود تحسب بشكل أفضل وفقًا للتاريخ الأكاديمي. اقترح الحاخامات المعاصرون تنسيقان محتملان: يشير شمعون شواب إلى عبارة «ختم الكلمات وإغلاق الكتاب» في سفر دانيال كوصية إيجابية لإخفاء حسابات المسيح المذكورة في الداخل، حتى لا يُعرف التاريخ الحقيقي لوصول المسيح. ومع ذلك، سحب شواب هذا الاقتراح في وقت لاحق لأسباب عديدة. يقترح حل بديل أن الحكماء كانوا مهتمين بقبول المشناه. كان هناك تقليد حاخامي مفاده أن عام 4000 هو علامة نهاية «عصر التوراة». يقترح مؤلفو مقالة الحكماء أن الحكماء قاموا بترتيب التسلسل الزمني بحيث يتزامن تنقيح الميشناه مع ذلك التاريخ وبالتالي يكون لديهم فرصة أفضل للقبول. [بحاجة لمصدر]

### انتقادات للتعارف الأكاديمي
بذلت محاولات لإعادة تفسير الأدلة التاريخية لتتوافق مع التقليد الحاخامي. إن إعادة تفسير المصادر اليونانية والبابلية والفارسية المطلوبة لدعم التأريخ التقليدي قد تحققت فقط في أجزاء ولم يتم تحقيقها بالكامل. تواجه مشاكل مماثلة محاولات أخرى لمراجعة المواعدة (مثل تلك الخاصة ببيتر جيمس وديفيد روهل) وترفض المنح الدراسية السائدة مثل هذه الأساليب. أين وكيف يتم أخذ التفاضل التقويمي الغريغوري أو اليولياني في الاعتبار، يظل حجة أخرى تمامًا. [بحاجة لمصدر] من المعروف أن أخبار الأيام البابلية كانت مفقودة في بعض سنوات الحكم المنسوبة إلى بعض الملوك، إلى جانب الاختلاف في أماكن أخرى مع السجلات المصرية القديمة التي تحدد سنوات الحكم لثمانية ملوك فارسيين متتاليين، محفوظة في الكتاب الثالث لمانيتو.